# 한국유나이티드제약
한국유나이티드제약(영어: Korea United Pharm)은 1987년에 설립을 한 대한민국의 다국적 제약 기업이다. 현재 대표는 강덕영 회장이다.

## 같이 보기
- 강덕영
- 유나이티드문화재단